# 陈少荣 (1966年)
陈少荣（1966年11月—），贵州纳雍人，穿青人，中国共产党党员。中华人民共和国政治人物、第十三届全国人民代表大会贵州省代表。

## 生平
1987年毕业于重庆大学采矿工程系采矿工程专业，后进入贵州省水城矿务局工作。曾任六盘水市副市长，盘县县委书记。2014年1月，任中共贵阳市委常委，常务副市长，2017年9月，任铜仁市代理市长，2018年1月，任铜仁市市长，2021年2月，任中共安顺市委书记。2022年1月，转任贵州省第十三届人民代表大会农业与农村委员会副主任委员。
2018年，陈少荣被选为贵州省出席第十三届全国人民代表大会代表。
2025年1月2日，因涉嫌严重违纪违法，接受贵州省纪委监委纪律审查和监察调查。